# 2004 XR190
2004 XR190 är en småplanet i solsystemet av typen E-SDO. Den upptäcktes av Canada–France Ecliptic Plane Survey (CFEPS) vid Canada–France–Hawaii Telescope i Hawaii i USA den 11 december 2004 och går enligt Lynne Jones under smeknamnet "Buffy". Dess cirkelformade bana lutar hela 47 grader jämfört med övriga Solsystemet vilket kan bero på att den en gång i tiden slungats ut då den passerade nära annan himlakropp.
Asteroidens senaste periheliepassage skedde den 2 april 2015.